# Elitserien (bandy)
Elitserien este cea mai importantă ligă din sistemul competițional bandy din Suedia. Competiția a fost creată în anul 2007. Înainte de acest an, liga se numea Division I/Allsvenskan. Numărul actual de echipe participante este de 14.